# Spiculum (rondworm)
Bij de mannelijke rondwormen kan een spiculum, een naaldachtige structuur, aanwezig zijn, dat bij de copulatie gebruikt wordt.
Mannelijke rondwormen kunnen een of twee spicula hebben, die dienen om de vulva van vrouwelijke rondworm te openen en de overdracht van sperma te vergemakkelijken, hoewel sperma niet rechtstreeks door of met de spicula wordt overgedragen. Het gubernaculum is een ander orgaan van het mannelijk copulatiesysteem, dat de spiculum of de spicula tijdens de copulatie geleidt.

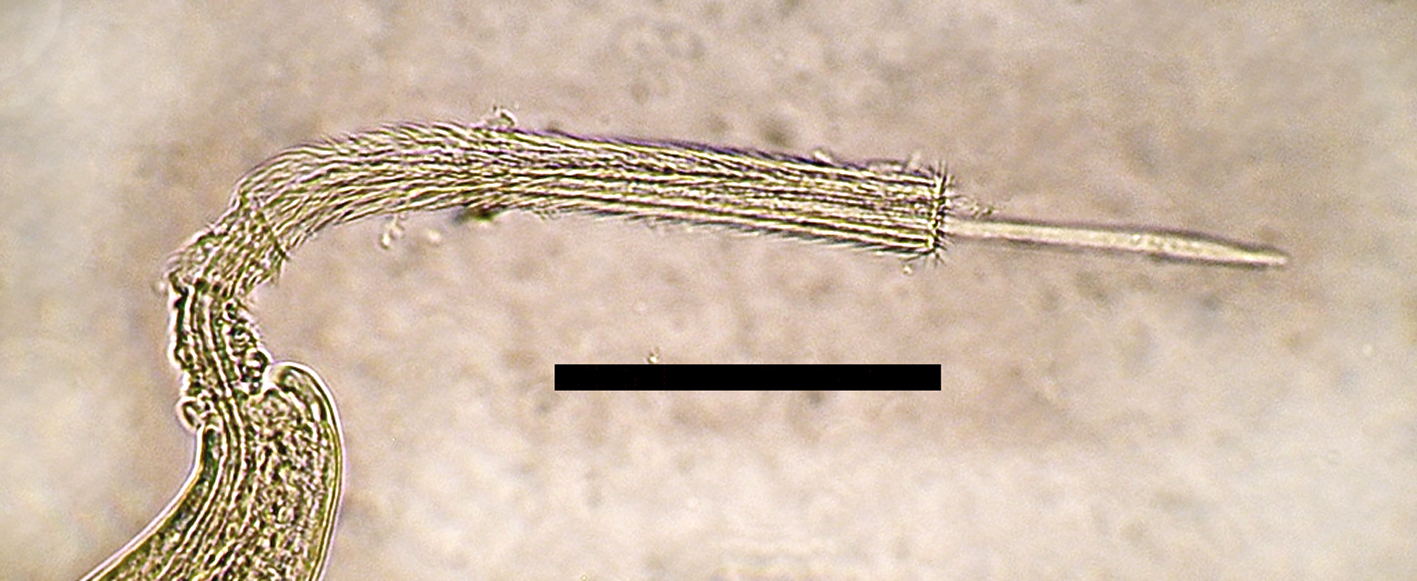
Een via de spiculumschede naar buiten gebracht spiculum aan het posteriore eind van een mannelijke Eucoleus aerophilus.
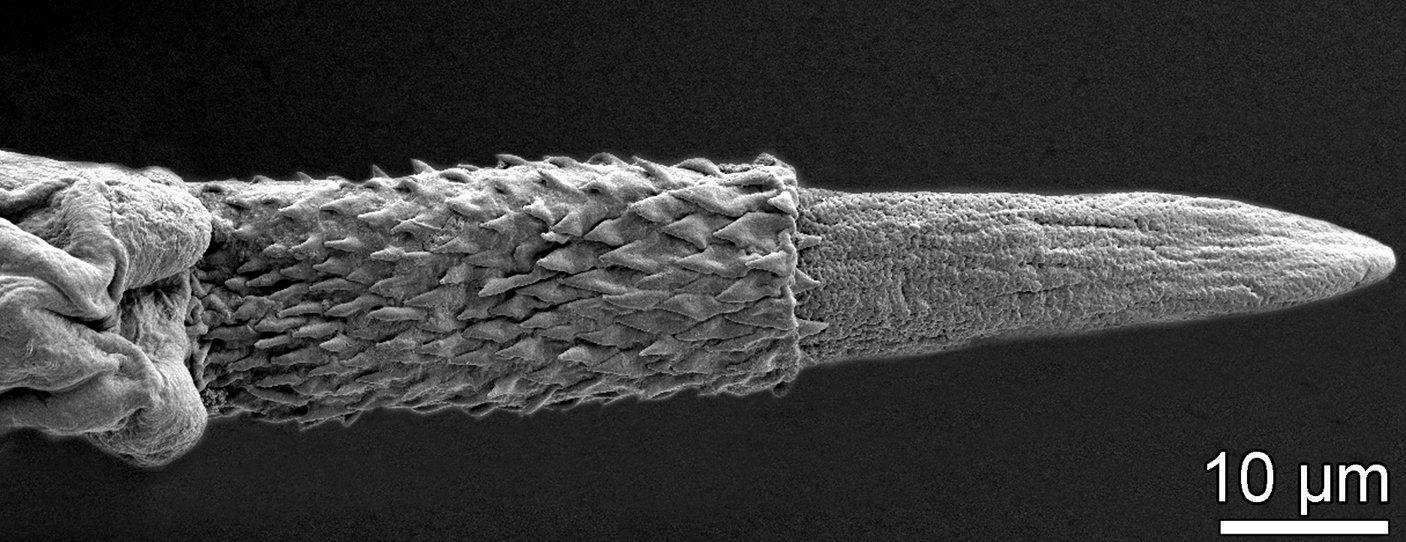
Mannelijk staarteind van Capillaria plectropomi met de spinose spiculumschede en de uitgeschoven spiculum. Transmissie-elektronenmicroscopische afbeelding.
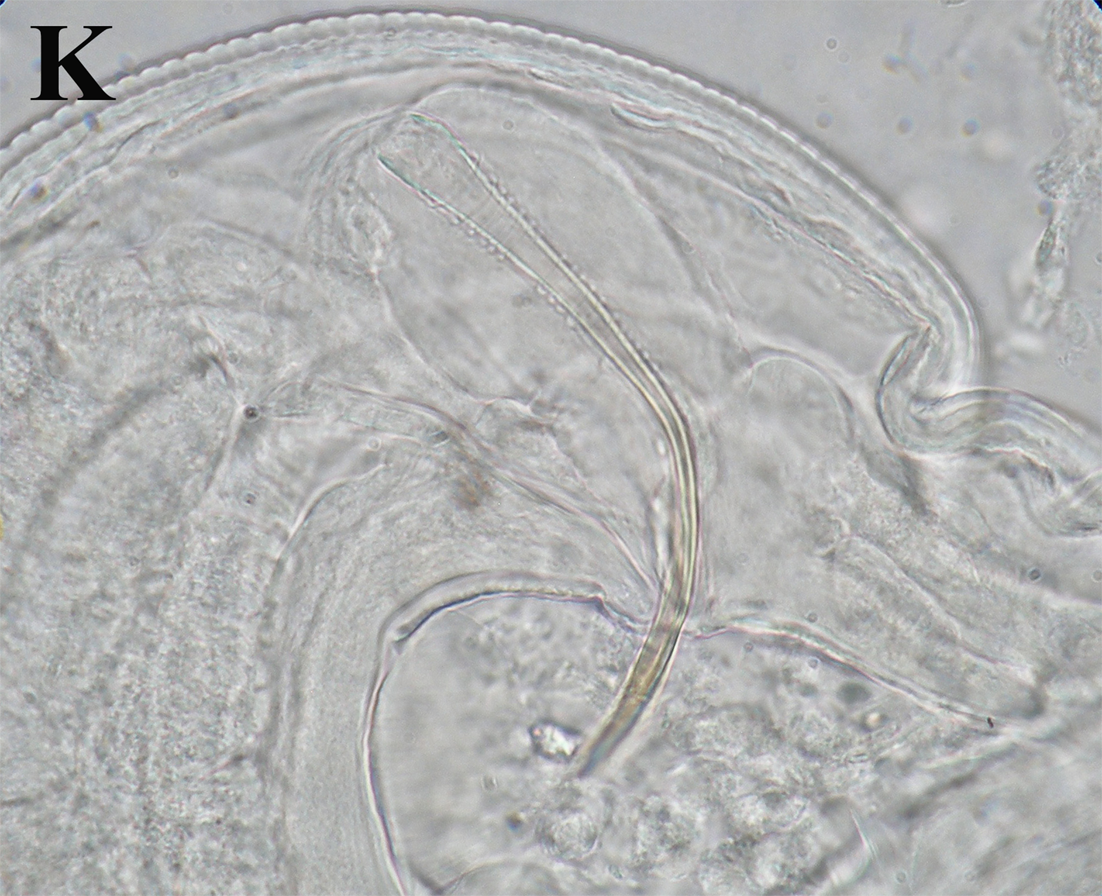
Het linkse spiculum in een mannelijke Pterygodermatites baiomydis.
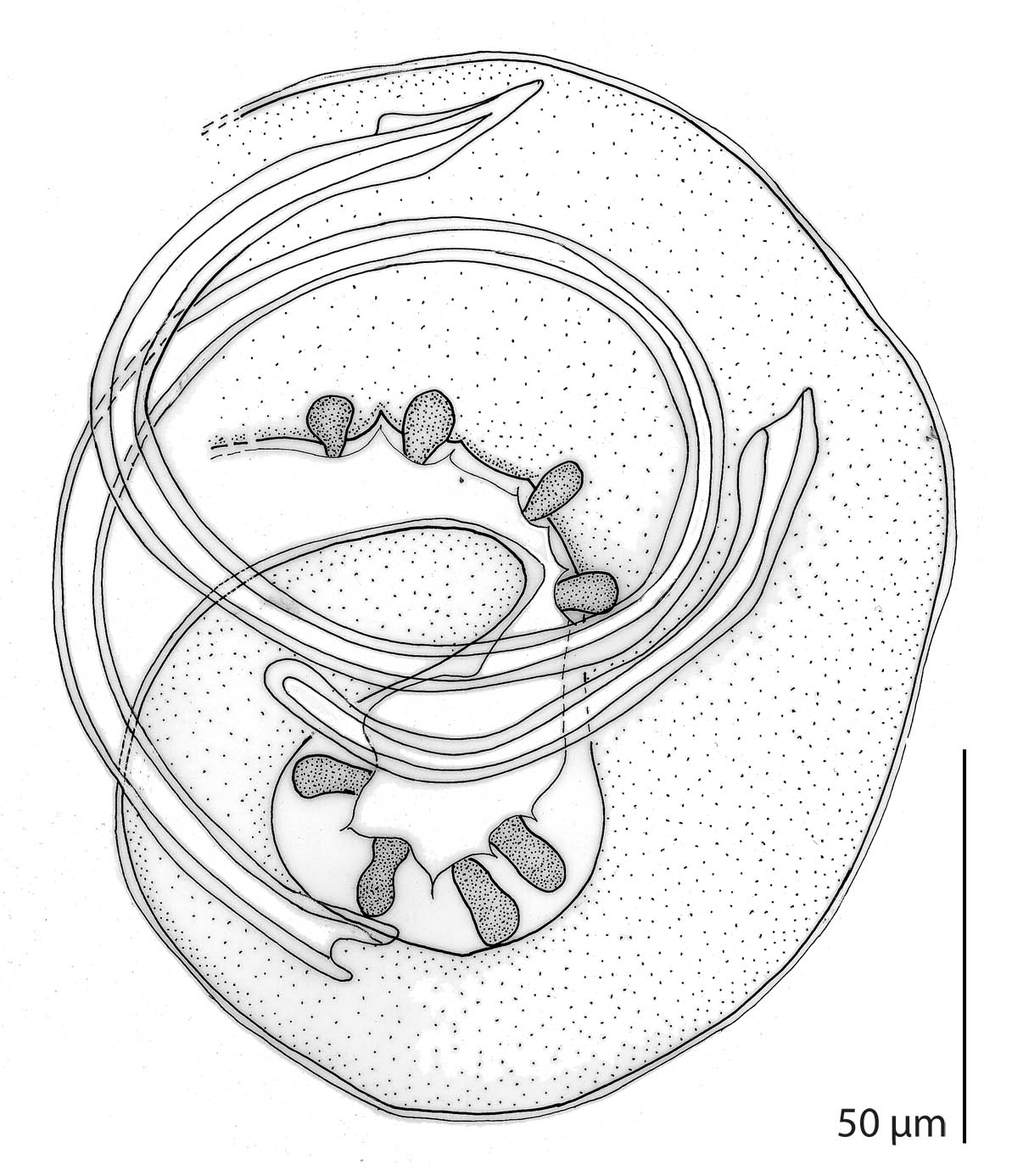
Staarteind van een mannelijke Moravecnema segonzaci met twee spicula van ongelijke lengte.
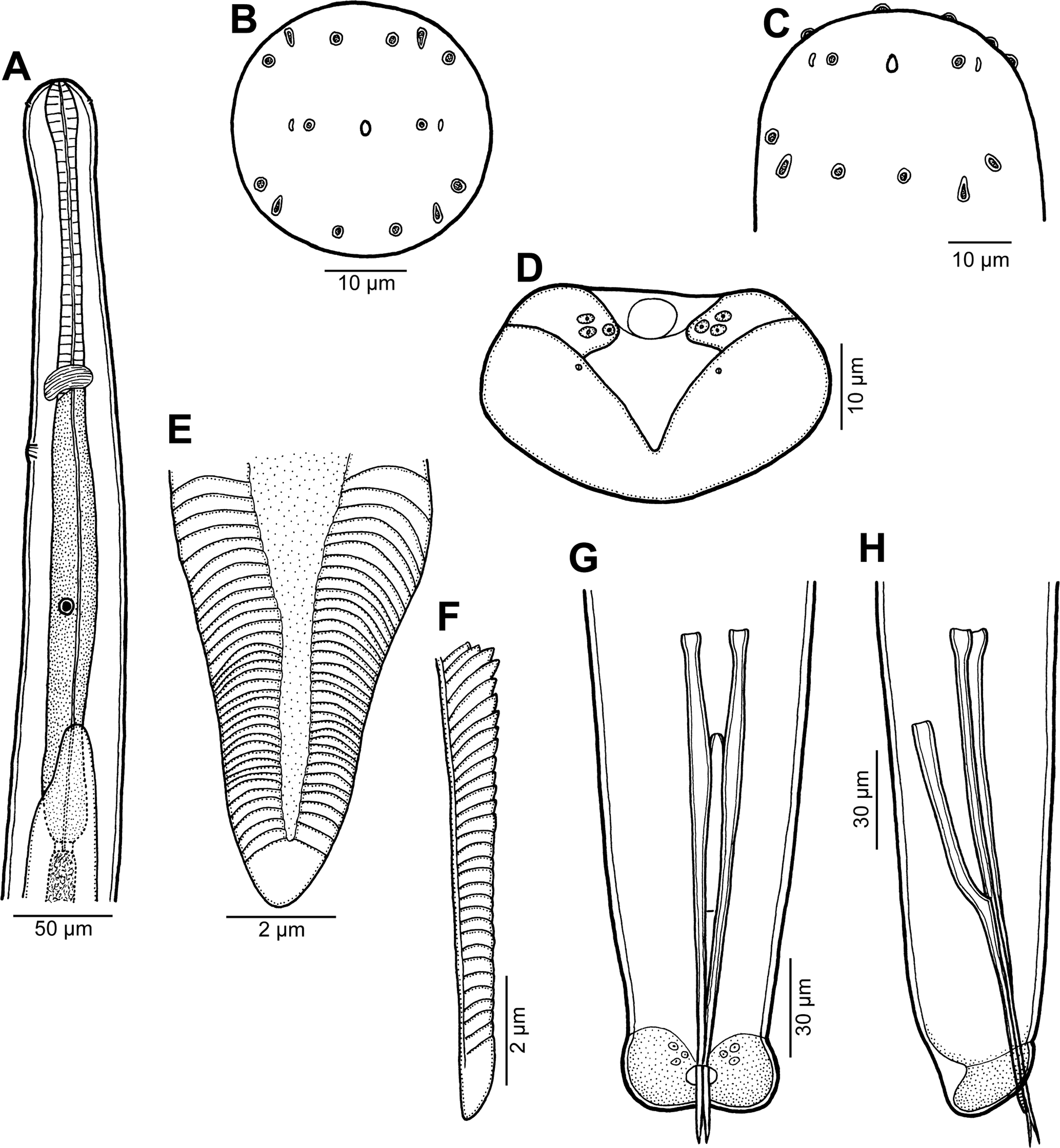
Tekeningen van een mannelijke Philometride-rondworm - E en F zijn een gubernaculum.

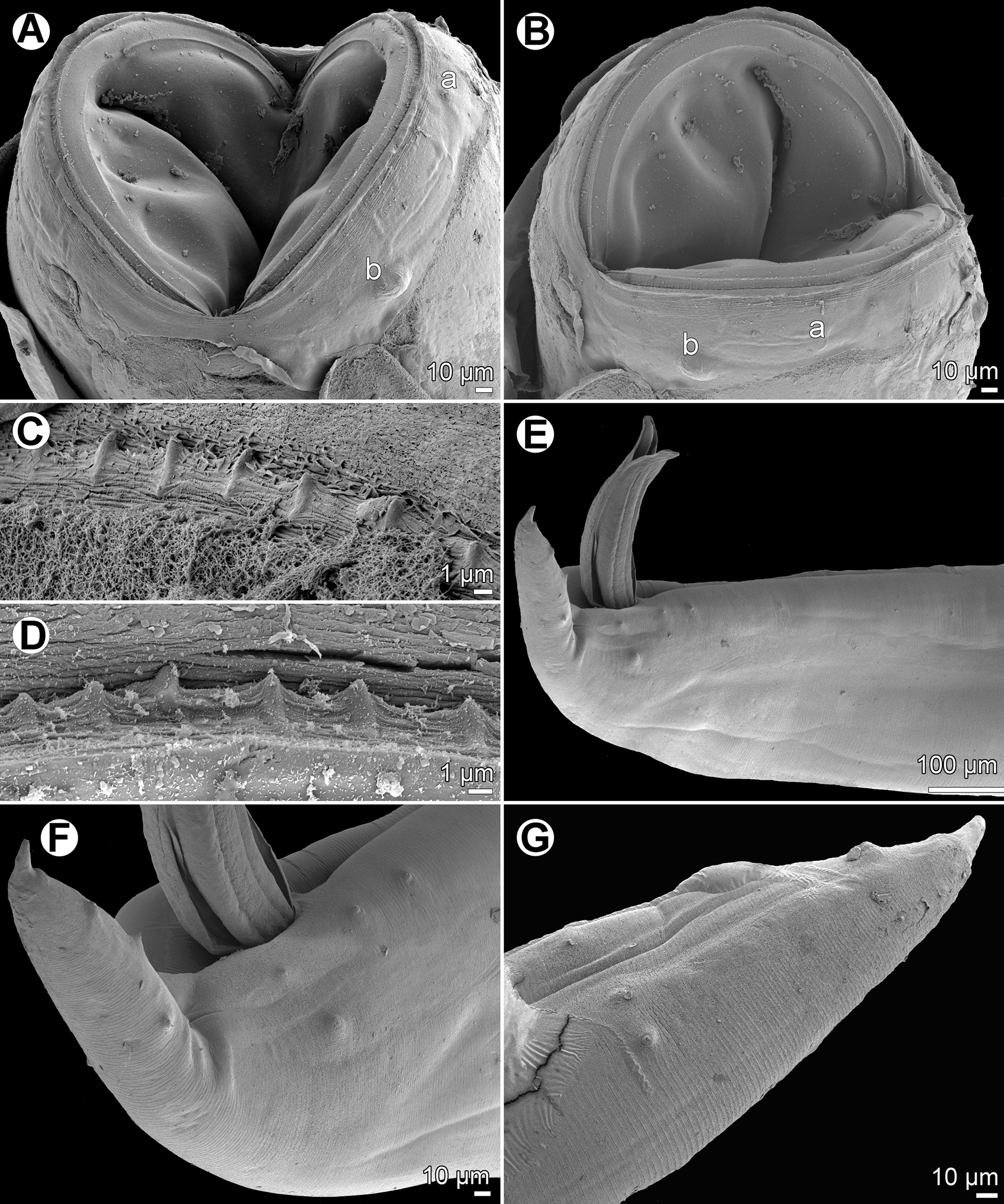
Cucullanus bulbosus. A en B: Mond met a=amfide, b=papil. C:Tand aan de binnenkant wang van een mannetje. D:Tand aan de binnenkant wang van een vrouwtje. E en F: Spiculum. G:Staarteinde van een vrouwtje. Afbeelding met een rasterelektronenmicroscoop.